# Station Camallera
Station Camallera is een spoorweghalte in het gelijknamige dorp in de gemeente Saus, Camallera i Llampaies in de Spaanse regio Catalonië.  

## Geschiedenis
Het station werd op 28 oktober 1877 geopend toen de Compañía de los ferrocarriles de Tarragona a Barcelona y Francia (TBF) het deeltraject tussen Girona en Figueres in gebruik nam. De lijn was bedoeld om Barcelona met de Franse grens te verbinden en in 1878 kwam de hele lijn, met een spoorwijdte van 1672 mm, tussen Barcelona en de grensovergang Port Bou/Cerbère gereed. In 1889 fuseerde TBF in met de machtige spoorwegmaatschappij MZA. Deze fusie bleef bestaan tot 1941, het jaar waarin het spoorwegnet in Spanje werd genationaliseerd. Daarbij verdwenen alle bestaande particuliere spoorwegmaatschappijen en werd Renfe opgericht. 
In 1952 werden Spanje en Portugal het eens over de Iberische spoorwijdte van 1668 mm die vervolgens werd doorgevoerd op het hoofdnet. Sinds 31 december 2004 wordt de lijn geëxploiteerd door Renfe, terwijl ADIF eigenaar is van alle spoorweginfrastructuur. Omdat de bouw van het ondergrondse normaalspoortraject in Girona vertraging opliep werd in de zomer van 2010 het oostelijke spoor omgebouwd tot drierailig spoor zodat goederentreinen met normaalspoor-materieel tussen Frankrijk en de haven van Barcelona zonder overslag konden doorrijden. Op 8 januari 2013 werd het ondergrondse traject in Girona geopend en sindsdien rijden de goederentreinen tussen Figueres-Vilafant en Girona-goederen niet meer langs Camallera.   

## Ligging en inrichting
Het station ligt bij kilometerpaal 54,6 aan het deeltraject Maçanet-Massanes – Port Bou/Cerbère van de spoorlijn Barcelona – Cerbère op 81 meter boven zeeniveau. De lijn heeft dubbelspoor dat in 1971 onder de draad gebracht werd met 3 kV gelijkspanning.  Het station ligt aan de oostkant van het gelijknamige dorp en heeft een bescheiden stationsgebouwtje met een zadeldak dat is omgebouwd tot kinderopvang. De twee sporen hebben elk een zijperron die onderling met een overweg verbonden zijn. De komst van het drierailig spoor betekende ook de renovatie van de perrons en de bouw van een stationskiosk ter vervanging van het door TBF gebouwde pand.